# Ozarba bipartita
Ozarba bipartita is een vlinder van de familie van de uilen (Noctuidae). De wetenschappelijke naam van deze soort werd voor het eerst voorgesteld als Metachrostis bipartita door George Francis Hampson in een publicatie uit 1902.

## Verspreiding
De soort komt voor in Djibouti, Ethiopië, Kenia, Tanzania, Angola, Zimbabwe, Zuid-Afrika, Saudi-Arabië en Jemen.

## Ondersoorten
- Ozarba bipartita algaini Wiltshire, 1983 (Ethiopië, Tanzania, Saudi-Arabië, Jemen)
  - = Ozarba algaini Wiltshire, 1983
- Ozarba bipartita bipartita (Hampson, 1902) (Angola, Zimbabwe, Zuid-Afrika)